# Tiroler Mittelgebirge

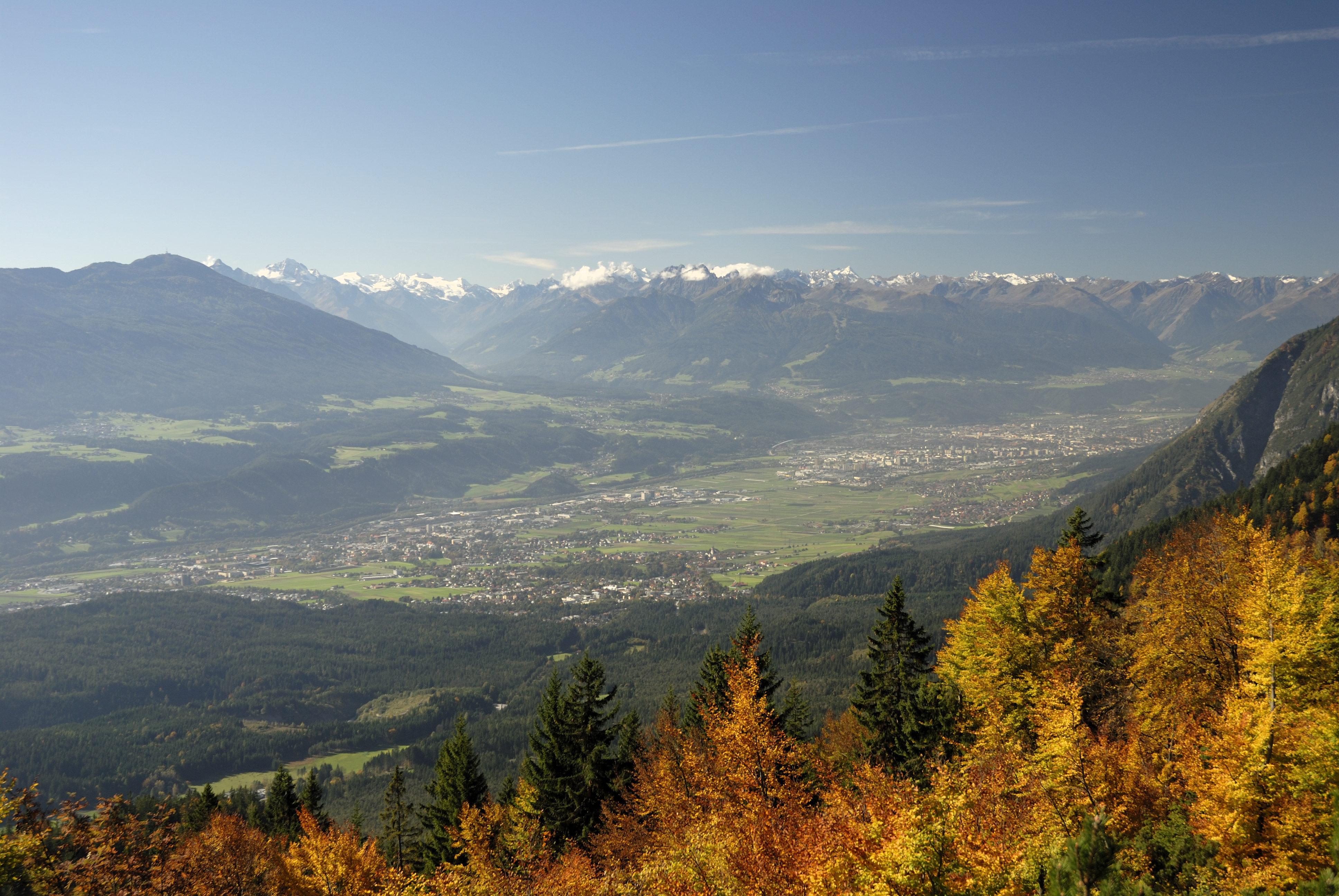
Blick auf beinahe das gesamte Mittelgebirge um den Inntalboden bei Innsbruck und Hall in Tirol

Das Mittelgebirge ist eine Siedlungsregion Nordtirols. Es stellt sich als eine Terrassenlandschaft im mittleren Inntal dar, die den Talboden um etwa 100 bis 500 Meter überragt.

## Zum Begriff des Mittelgebirges

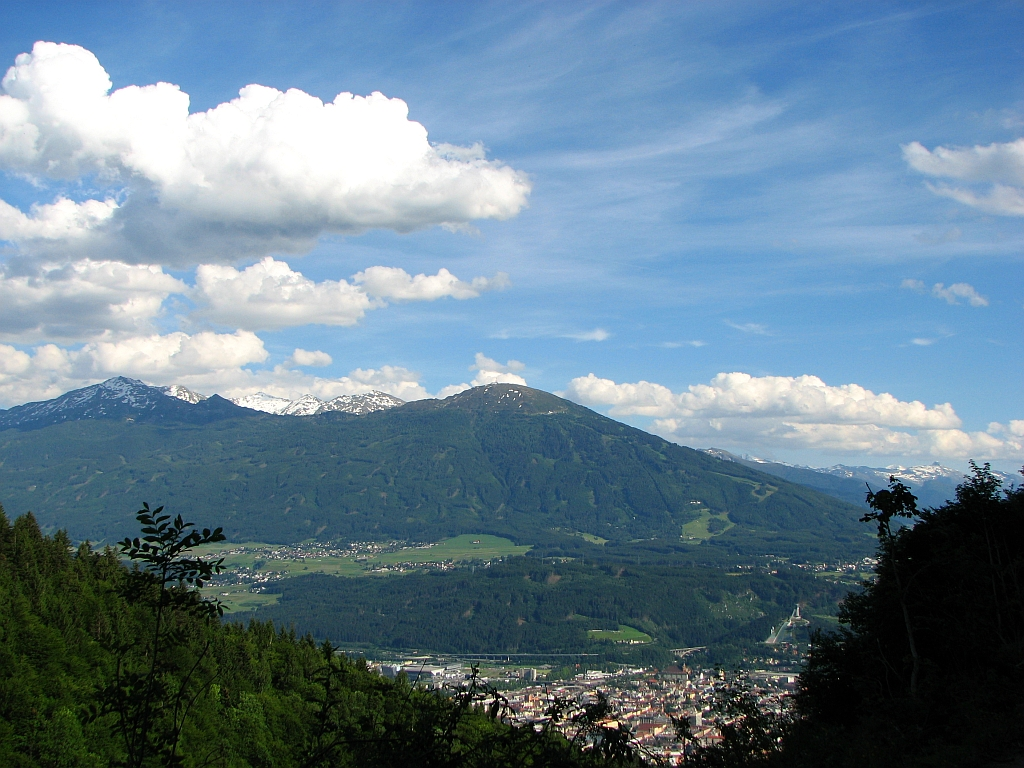
Blick bei Innsbruck südwärts: Vorn der Talgrund, darüber die typische Talschulter des Mittelgebirgs (Siedlungsraum bis ca. 1000 m), darüber die Berge der (Tuxer) Voralpen (Wald- und Almregion), hinten fern die ersten Gipfel der „eigentlichen“ Alpen (Tuxer „Alpen“, heute Teil der Zillertaler Alpen)

Sowohl im Nordtiroler Inntal wie auch im Südtiroler Eisack- und Etschtal finden sich ausgeprägte Hangschultern, die einen ausgezeichneten Siedlungsraum darstellen. Diese werden ortsüblich als Mittelgebirge bezeichnet (und sind vom heute allgemein verbreiteten Begriff des Mittelgebirges als Gebirgszug zu unterscheiden, obschon sie dessen Stammbegriff darstellen). Dazu gehören in Nordtirol:
- die Sonnenterrasse im Oberen Gericht,
- das Mieminger Plateau,
- das Seefelder Plateau,
- eine Zone rund um Innsbruck – das (Tiroler) Mittelgebirge im eigentlichen Sinne mit Gnadenwalder Terrasse –
- sowie Weerberg, Vomperberg und Angerberg,
- die Terrasse von Häring und Schwoich,

und andere.
Ähnliche Räume in Südtirol sind:
- die Hanglagen im Vinschgau,
- das Mittelgebirge von Tisens und Prissian,
- die Lagen des Burggrafenamts um Dorf Tirol,
- die Höhenlagen des Bozener Beckens um Oberbozen,
- das Plateau von Überetsch und
- das Eisacktaler Mittelgebirge.

## Gliederung und Gemeinden des Tiroler Mittelgebirges
Durch den Inn gliedert sich das Mittelgebirge um Innsbruck in zwei, und die Sill in drei Teile:
- Südliches Mittelgebirge:
  - Westliches/Südwestliches Mittelgebirge: Am Fuß der Kalkkögel der Stubaier Alpen im Oberinntal
mit Oberperfuß, Grinzens, Axams, Birgitz, Götzens, und dem Wipptal (Tal der Sill) zugewandt Natters und Mutters[2]
  - Südöstliches Mittelgebirge: Am Fuß der Tuxer Voralpen (Bergfuß von Patscherkofel und Glungezer) im Unterinntal
mit Vill, Igls (beide heute Stadtteile von Innsbruck), etwas in das Wipptal zurückversetzt Patsch,[2] Lans, Sistrans, Aldrans, Ampass, Rinn und Tulfes
- Nördliches Mittelgebirge: am Fuß der Nordkette
mit Hungerburg, Mühlau, Arzl (Stadtteile von Innsbruck), sowie Rum, Thaur, Absam, und hinter Mils und Hall noch Gnadenwald – speziell Gnadenwalder Terrasse genannt.

Alle drei Teile des südlichen Mittelgebirges bilden heute auch Planungsverbände des Landes, Entwicklungsregionen für die regionale Raumordnung, (mit Ausnahme der Innsbrucker Stadtteile), die Gemeinden des nördlichen Mittelgebirges gemeinsam mit Hall und den Talorten (Hall und Umgebung). Zusammen kooperieren sie im Verband Innsbruck und Umgebung.

## Geologie und Geomorphologie

Geologisches Profil in der Melachschlucht (Südwestliches Mittelgebirge) zwischen Oberperfuss und Grinzens, Richtung Nordwesten:
Grundgebirge
nach Hans Bobek/Geologische Bundesanstalt (1935)

Die Mittelgebirgsterrassen des Inntals bilden eine geologische Besonderheit des Inngletschers, die gut untersucht ist. Hier liegen Breccien und Konglomerate über älteren eiszeitlichen Moränen und von jüngeren überdeckt, weshalb sie dem Mindel-Riß-Interglazial (vor etwa 330.000 Jahren) zugeordnet werden (Nachweis im Höttinger Geologenstollen 1910). Es handelt sich um die Höttinger Brekzie im nördlichen und das Ampasser Konglomerat im südlichen Mittelgebirge. Darüber liegen nacheiszeitliche Formationen, die als Terrassensedimente des Tiroler Mittelgebirgs bezeichnet werden, mächtige limnofluvatile Ablagerungen, die die Taleingänge der Seitentäler versperren und auch das Achental vom Inntal abgeriegelt haben. Darin liegen teilweise auch Tone, die auf vorübergehende Verbauung des Urinns durch Schuttströme der Seitentäler und Stauseen zurückgehen. Die Moorgebiete etwa um Lans und Vill (Lanser See, Viller Moor) oder der Wirtssee bei Grinzens sind aus Toteisresten entstanden.
Die geologischen Verhältnisse der anderen Terrassen sind analog, teilweise sind sie aber direkter Gletscherschliff im Fels (Sonnenterrasse, Seefeld), oder, wie am Angerberg, eine glaziale Furchenlandschaft mit Mischung aus Fels und Sediment. Die spätglazialen Terrassensedimente sind von Landeck bis Kufstein weitgehend geschlossen vorhanden.
Während sich das westliche Mittelgebirge eher einheitlich darstellt, ist das südöstliche in mehrere Höhenstufen mit Terrassen und Taleinschnitten gegliedert. Das nördliche Mittelgebirge ist um Innsbruck weniger ausgeprägt als das südliche und ebenfalls durch Täler gegliedert, ab dem großen Schuttkegel des Halltals (Mils und Hall), wo das südliche Plateau gegenüber am Voldertal endet, im Gnadenwald wieder deutlich und kompakt – dieser Abschnitt wird auch speziell Gnadenwalder Terrasse genannt.
Taleinwärts, wo das Nordufer durch die Martinswand geprägt ist, setzt sich das Terrassenland hinter Zirl wenig prägnant auf beiden Talseiten fort, talauswärts setzt sich das Mittelgebirge am Südrand des Inntals nach einer Unterbrechung bei Volders und Wattens bei Weerberg fort. Am nördlichen Inntalrand setzt sich die Gnadenwalderterrasse nach einer Unterbrechung durch das Vomper Loch im Bereich Vomperberg fort und läuft östlich des Stallentales nördlich von Stans aus.

## Siedlungsgeschichte und Infrastruktur

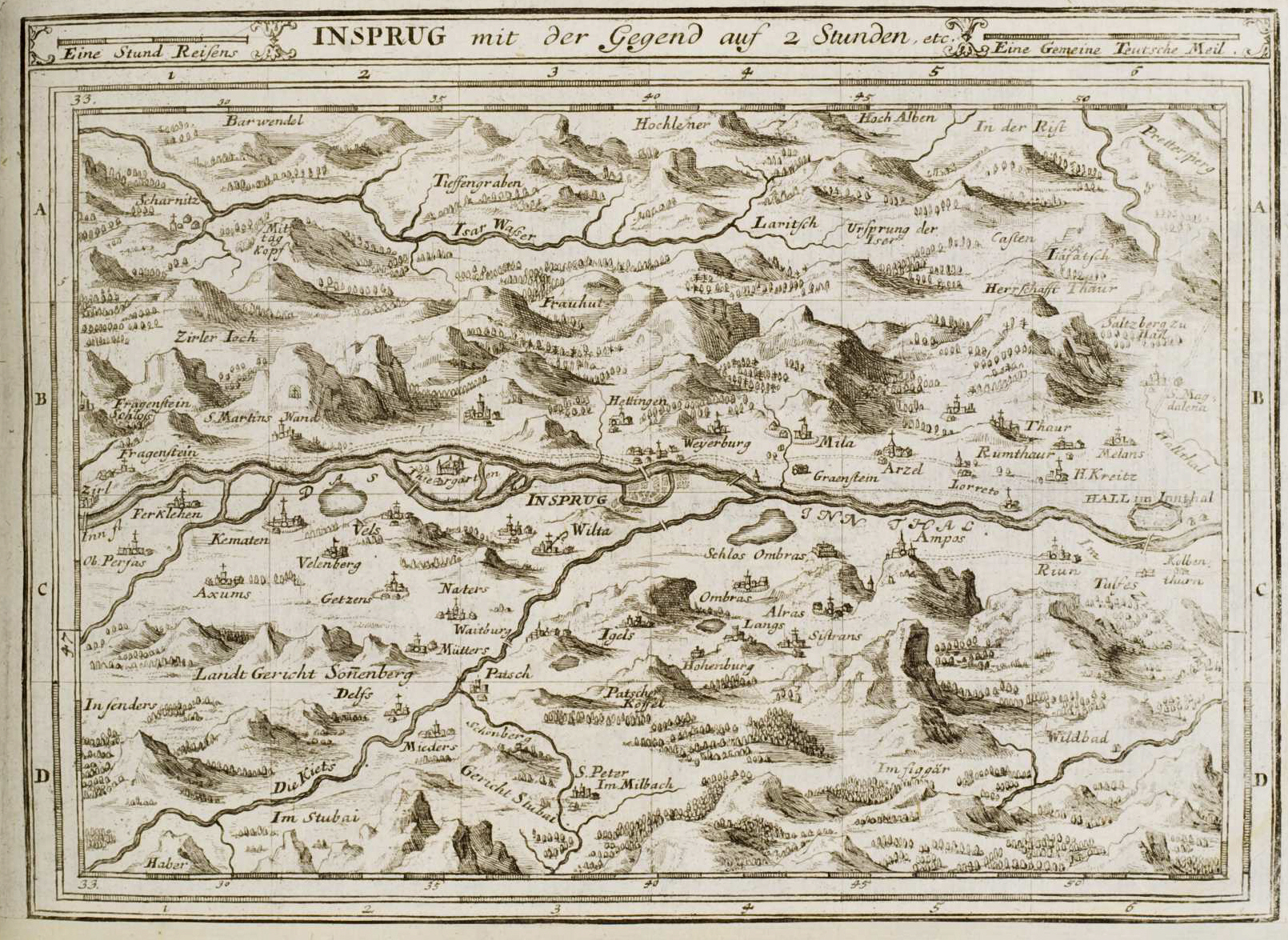
Insprug mit der Gegend auf 2 Stunden, um 1700

Da man heute annimmt, dass in der Vorzeit – bis auf begünstigte Trockenlagen – nicht primär die Talungen, sondern die Bergräume der Alpen zuerst besiedelt wurden, bilden diese Terrassen wohl den eigentlichen Siedlungskern des Inntals: Die Talböden waren nacheiszeitlich durchwegs versumpft und landwirtschaftlich ebenso ungeeignet wie als Verkehrsweg; die eigentliche Trockenlegung und Besiedlung der Talräume – zumindest in Städten wie Innsbruck seit der Römerzeit kontinuierlich – findet erst im 18. Jahrhundert durch großangelegte Flussregulierungen und Drainagierungen ihren Abschluss, wodurch sie zum alpinen Hauptsiedlungsraum werden; auch die alten Säumerwege verlaufen durchwegs an den Hängen und Terrassen (Höhenwege). Die schon bronzezeitliche Dauerbesiedlung der Höhenlagen ist im Raum Innsbruck etwa am Goldbichl bestens nachgewiesen.
Das Namensgut der Orte auf dem Mittelgebirge ist durchwegs teils vorrömisch („illyrisch“, korrekt alpenkeltisch: breonisch/rätisch), teils aus der Römerzeit (ab 15 n. Chr., latein/rätoromanisch), was die Kontinuität der Besiedlung jedenfalls der letzten zwei Jahrtausende belegt.
Auf beiden Talseiten sicherten ab dem Mittelalter (teilweise auf römischen Posten aufbauend) etliche Burgen die Fuhrwege des südlichen Mittelgebirgs, so Ambras, die Natterer Sonnenburg und Waidburg, Straßfried bei Vill, Vellenberg bei Götzens, die Igler Hohenburg, am nördlichen Plateau nur Burg Thaur (Talburg des Haller Salzbergs), während sich dort ab der Renaissance zahlreiche Herrensitze ansiedeln (Weiherburg in Hötting, Grabenstein/Sternbach, Rizol, Sonnenheim in Mühlau, Ulrichhof/Granz, Madlein in Thaur, Melans bei Absam).
Bis in das 20. Jahrhundert hinein durchwegs ländlich, haben sich die Orte bis heute ihren dörflichen Charakter bewahrt, nur direkt um Innsbruck (Igls, Mühlau, Arzl, Rum, Thaur) sind sie zur bevorzugten Villenlage geworden. Die ansässige Bevölkerung pendelt heute großteils in das Inntal ein. Außerdem bildet es einen bedeutenden Naherholungsraum und hat mit Hungerburgbahn (zum Hafelekar), Patscherkofelbahn und Muttereralmbahn (mit Anschluss an die Axamer Lizum) auch überregional bedeutende Tourismuseinrichtungen. Das südöstliche Plateau ist bei Innsbruck durch die Mittelgebirgsbahn (Straßenbahnlinie 6) erschlossen.

## Nachweise
1. ↑  Eintrag zu Mittelgebirge (Tiroler Mittelgebirge) im Austria-Forum (im AEIOU-Österreich-Lexikon)
2. 1 2  die Terrassencharakteristik setzt sich auch in das untere Wipptal hinein fort, siehe etwa diese Ansicht von Patsch taleinwärts (Bild der Wikimedia).
3. ↑  Regionale Raumordnung (Memento des Originals vom 15. Dezember 2012 im Internet Archive)  Info: Der Archivlink wurde automatisch eingesetzt und noch nicht geprüft. Bitte prüfe Original- und Archivlink gemäß Anleitung und entferne dann diesen Hinweis., Tiroler Landesregierung, Abteilung Landesentwicklung und Zukunftsstrategie
4. 1 2  Hans Bobek: Die jüngere Geschichte der Inntalterrasse und der Rückzug der letzten Vergletscherung im Inntal. In: Jahrbuch der Geologischen Bundesanstalt. Jahrgang 85, Wien 1935, S. 135–189 (zobodat.at [PDF]);
Darstellung folgt Rudolf Oberhauser, Franz Karl Bauer: Der Geologische Aufbau Österreichs. Springer, 1980, ISBN 3-211-81556-2, Kapitel 3.13.2.2. Das Tiroler Inntal. S. 490, Sp. 2 ff.
5. ↑  Der Wirtssee (Memento des Originals vom 13. Juli 2011 im Internet Archive)  Info: Der Archivlink wurde automatisch eingesetzt und noch nicht geprüft. Bitte prüfe Original- und Archivlink gemäß Anleitung und entferne dann diesen Hinweis.. In: Senderswind – Dorfzeitung Grinzens online.
6. ↑  Bobek 1935, S. 170 (pdf S. 36).
7. ↑  vergl. Ansicht bei Baumkirchen, mit Weerberg gegenüber und bei Zirl taleinwärts (Bilder der Wikimedia).
8. ↑  vergl. zum aktuellen Wissensstand: Werner Bätzing: Die Alpen. Geschichte und Zukunft einer europäischen Kulturlandschaft. 2. Auflage. C.H. Beck, 2003, ISBN 3-406-50185-0, Kapitel 2. Frühe Formen der menschlichen Alpennutzung, S. 44 ff.
Frühe Datierung etwa: Klaus Oeggl, Kurt Nicolussi: Prähistorische Besiedlung von zentralen Alpentälern in Bezug zur Klimaentwicklung. alpine space - man & environment, vol. 6: Klimawandel in Österreich, iup • innsbruck university press 2009, ISBN 978-3-902571-89-2 ( (Seite nicht mehr abrufbar. Suche in Webarchiven) pdf, uibk.ac.at).